# Amélie Mauresmo

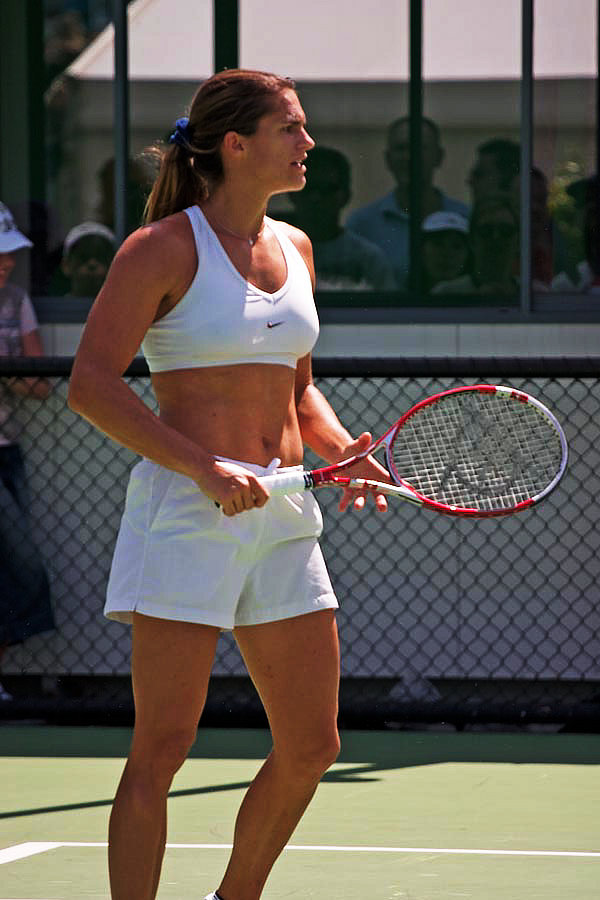
Mauresmo tijdens het US Open van 2005

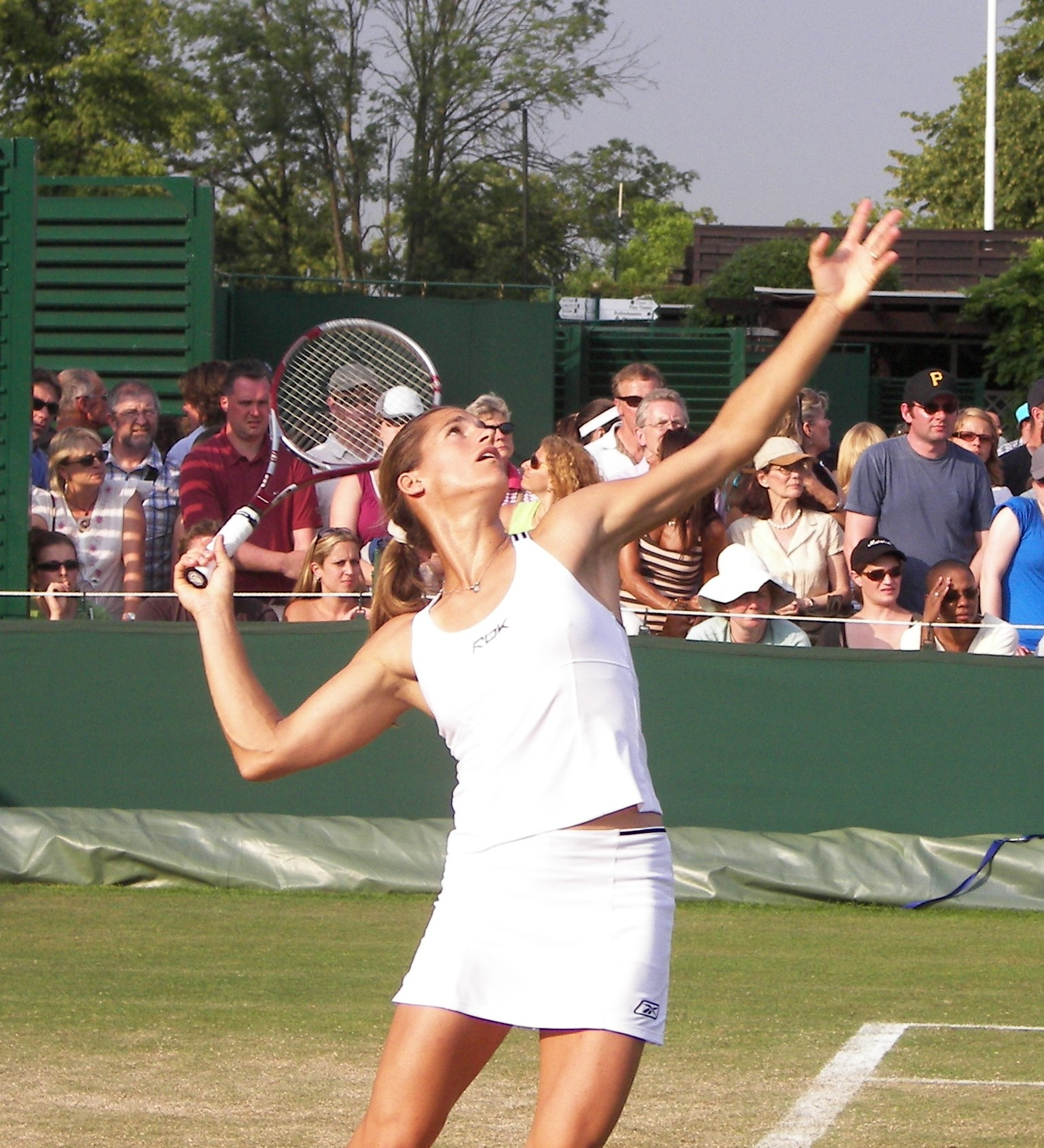
Mauresmo op het gras van Wimbledon, een toernooi dat zij in 2006 winnend afsloot

Amélie Mauresmo (Saint-Germain-en-Laye, 5 juli 1979) is een voormalig professioneel tennisspeelster uit Frankrijk. Zij droeg de bijnaam Momo.
Mauresmo is openlijk lesbienne.

## Loopbaan
Mauresmo is een voormalig nummer 1 in het enkelspel bij de junioren (1996).
Mauresmo bereikte in 1999 als ongeplaatste speelster de finale van het Australian Open, waarna zij doorbrak bij de volwassenen. Zij verloor deze finale van Martina Hingis. In de persconferentie na haar verrassende overwinning op Lindsay Davenport in de halve finale uitte de toen negentienjarige Mauresmo zich als lesbienne.
In 1998, 1999, 2001, 2002, 2003, 2004, 2005 speelde zij in/met het Franse team in de Fed Cup. In 2003 won Frankrijk de Fed Cup.
Mauresmo behaalde in 2004 de zilveren medaille op de Olympische Spelen in Athene; zij verloor van Justine Henin.
Op 13 september 2004 loste zij Justine Henin-Hardenne af als nummer 1 van de wereld, waarmee zij de eerste Française in de tennisgeschiedenis werd die de eerste plaats op de wereldranglijst gehaald heeft. Zij is hiermee ook de eerste speelster in de geschiedenis die zowel bij de junioren als bij de volwassenen op de eerste plaats gestaan heeft.
Tijdens Wimbledon 2005 bereikte Mauresmo de finale in het vrouwendubbelspel, samen met Svetlana Koeznetsova – zij verloren van het als tweede geplaatste duo Cara Black en Liezel Huber.
Tot nu toe was 2005 een van haar succesvolste jaren. Zij stond tot dan toe bekend als de speelster die op de belangrijke momenten haar zenuwen niet in bedwang kan houden en daardoor vrijwel alle belangrijke wedstrijden (finales, wedstrijden op het thuisfront onder andere Roland Garros) verloor. Echter, in 2005 lukte het haar eindelijk om een grote titel binnen te halen. Op het prestigieuze eindejaarstoernooi van de WTA, de WTA Tour Championships, won zij in de finale van haar landgenote en vriendin Mary Pierce. De titelverdedigster, de Russin Maria Sjarapova, werd al in de halve finale uitgeschakeld.
Het jaar 2006 startte goed. Mauresmo won het Australian Open van Justine Henin, die moest opgeven in de tweede set als gevolg van maagkrampen. Mauresmo voelde de opgave aan als een vernedering: zij won het toernooi immers door opgave van haar tegenspeelster en niet door haar te verslaan. Het ongenoegen tussen de twee Franstalige speelsters bleef tot na het US Open bestaan. Enkele weken later won zij ook het Tier II toernooi "Proximus Diamond Games" in het Antwerpse Sportpaleis. Ze had drie sets nodig om publiekslieveling Kim Clijsters te verslaan. Door haar tweede opeenvolgende overwinning kwam het diamanten racket, de felbegeerde trofee van het toernooi die 1 miljoen euro waard is, binnen bereik. Indien zij binnen drie jaar het toernooi nog een keer wint, mag zij de trofee, die in WTA-kringen omschreven wordt als "meest begeerlijke trofee ter wereld", mee naar huis nemen.
Mauresmo ging op haar elan verder naar Wimbledon, hoewel zij op het grastoernooi van Eastbourne reeds in de eerste ronde was uitgeschakeld. In de halve finale versloeg zij daar Maria Sjarapova; in de finale weerhield zij Henin-Hardenne van een career slam: 2-6, 6-3 en 6-4. Zo won Mauresmo haar tweede grandslamtitel en haar eerste grastoernooi.
Het jaar 2007 begon minder rooskleurig. Tijdens het Australian Open verloor zij in de vierde ronde van de ongeplaatste Lucie Šafářová.
In februari won zij echter voor de derde keer in vijf jaar de Proximus Diamond Games in Antwerpen, en mocht zij het gouden racket vol diamanten ter waarde van 1 miljoen euro mee naar huis nemen.
Op Wimbledon verloor Mauresmo slechts tien games in de eerste drie ronden. Toch verloor zij in de vierde ronde van de als 14e geplaatste Nicole Vaidišová in drie sets: 6-7, 6-4 en 1-6.

## Palmares
| Legenda                | Legenda                  |
| ---------------------- | ------------------------ |
| Grandslamtoernooi      |                          |
| Olympische Spelen      |                          |
| Year-End Championships |                          |
| tot 2009               | 2009 – 2020 / vanaf 2021 |
| Tier I                 | Premier Mandatory        |
| Tier II                | Premier Five / WTA 1000  |
| Tier III               | Premier / WTA 500        |
| Tier IV & V            | International / WTA 250  |
|                        | Challenger / WTA 125     |

### WTA-titels enkelspel
- 1996 als junior: Roland Garros en Wimbledon

| nr. | finale     | toernooi          | tegenstandster     | score               |         |
| --- | ---------- | ----------------- | ------------------ | ------------------- | ------- |
| 01. | 1999-10-24 | WTA Bratislava    | Kim Clijsters      | 6-3, 6-3            | details |
| 02. | 2000-01-15 | WTA Sydney        | Lindsay Davenport  | 7-6, 6-4            | details |
| 03. | 2001-02-05 | WTA Parijs        | Anke Huber         | 7-6, 6-1            | details |
| 04. | 2001-02-12 | WTA Nice          | Magdalena Maleeva  | 6-2, 6-0            | details |
| 05. | 2001-04-09 | WTA Amelia Island | Amanda Coetzer     | 6-4, 7-5            | details |
| 06. | 2001-05-07 | WTA Berlijn       | Jennifer Capriati  | 6-4, 2-6, 6-3       | details |
| 07. | 2002-02-18 | WTA Dubai         | Sandrine Testud    | 6-4, 7-6            | details |
| 08. | 2002-08-12 | WTA Montréal      | Jennifer Capriati  | 6-4, 6-1            | details |
| 09. | 2003-04-28 | WTA Warschau      | Venus Williams     | 6-7, 6-0, 3-0, opg. | details |
| 10. | 2003-10-27 | WTA Philadelphia  | Anastasija Myskina | 5-7, 6-0, 6-2       | details |
| 11. | 2004-05-03 | WTA Berlijn       | Venus Williams     | forfait             | details |
| 12. | 2004-05-10 | WTA Rome          | Jennifer Capriati  | 3-6, 6-3, 7-6       | details |
| 13. | 2004-08-02 | WTA Montréal      | Jelena Lichovtseva | 6-1, 6-0            | details |
| 14. | 2004-10-08 | WTA Linz          | Jelena Bovina      | 6-2, 6-0            | details |
| 15. | 2004-10-25 | WTA Philadelphia  | Vera Zvonarjova    | 3-6, 6-2, 6-2       | details |
| 16. | 2005-02-20 | WTA Antwerpen     | Venus Williams     | 4-6, 7-5, 6-4       | details |
| 17. | 2005-05-15 | WTA Rome          | Patty Schnyder     | 2-6, 6-3, 6-4       | details |
| 18. | 2005-11-06 | WTA Philadelphia  | Jelena Dementjeva  | 7-5, 2-6, 7-5       | details |
| 19. | 2005-11-13 | WTA Championships | Mary Pierce        | 5-7, 7-6, 6-4       | details |
| 20. | 2006-01-28 | Australian Open   | Justine Henin      | 6-1, 2-0, opg.      | details |
| 21. | 2006-02-12 | WTA Parijs        | Mary Pierce        | 6-1, 7-6            | details |
| 22. | 2006-02-19 | WTA Antwerpen     | Kim Clijsters      | 3-6, 6-3, 6-3       | details |
| 23. | 2006-07-08 | Wimbledon         | Justine Henin      | 2-6, 6-3, 6-4       | details |
| 24. | 2007-02-18 | WTA Antwerpen     | Kim Clijsters      | 6-4, 7-6            | details |
| 25. | 2009-02-09 | WTA Parijs        | Jelena Dementjeva  | 7-6, 2-6, 6-4       | details |

### WTA-titels dubbelspel
| nr. | finale     | toernooi       | ondergrond | partner              | tegenstandsters                  | score            |         |
| --- | ---------- | -------------- | ---------- | -------------------- | -------------------------------- | ---------------- | ------- |
| 1.  | 2000-10-22 | WTA Linz       | tapijt (i) | Chanda Rubin         | Ai Sugiyama Nathalie Tauziat     | 6-4, 6-4         | details |
| 2.  | 2006-06-24 | WTA Eastbourne | gras       | Svetlana Koeznetsova | Liezel Huber Martina Navrátilová | 6-2, 6-4         | details |
| 3.  | 2009-04-05 | WTA Miami      | hardcourt  | Svetlana Koeznetsova | Květa Peschke Lisa Raymond       | 4-6, 6-3, [10-3] | details |

## Resultaten grandslamtoernooien
| Legenda | Legenda                          |
| ------- | -------------------------------- |
| g.t.    | geen toernooi gehouden           |
| l.c.    | lagere categorie                 |
| –       | niet deelgenomen                 |
| G       | uitgeschakeld in de groepsfase   |
| 1R      | uitgeschakeld in de eerste ronde |
| 2R      | uitgeschakeld in de tweede ronde |
| 3R      | uitgeschakeld in de derde ronde  |
| 4R      | uitgeschakeld in de vierde ronde |
| KF      | uitgeschakeld in de kwartfinale  |
| HF      | uitgeschakeld in de halve finale |
| F       | de finale verloren               |
| W       | het toernooi gewonnen            |
| w-v     | winst/verlies-balans             |

### Enkelspel
| Toernooi        | 1995 | 1996 | 1997 | 1998 | 1999 | 2000 | 2001 | 2002 | 2003 | 2004 | 2005 | 2006 | 2007 | 2008 | 2009 |
| --------------- | ---- | ---- | ---- | ---- | ---- | ---- | ---- | ---- | ---- | ---- | ---- | ---- | ---- | ---- | ---- |
| Australian Open | –    | –    | –    | 3R   | F    | 2R   | 4R   | KF   | –    | KF   | KF   | W    | 4R   | 3R   | 3R   |
| Roland Garros   | 1R   | 2R   | 2R   | 1R   | 2R   | 4R   | 1R   | 4R   | KF   | KF   | 3R   | 4R   | 3R   | 2R   | 1R   |
| Wimbledon       | –    | –    | –    | 2R   | –    | 1R   | 3R   | HF   | –    | HF   | HF   | W    | 4R   | 3R   | 4R   |
| US Open         | –    | –    | –    | 3R   | 4R   | –    | KF   | HF   | KF   | KF   | KF   | HF   | –    | 4R   | 2R   |

### Vrouwendubbelspel
| Toernooi        | 1995 | 1996 | 1997 | 1998 | 1999 | 2000 | 2001 | 2002 |   | 2005 | 2006 | 2007 | 2008 | 2009 |
| --------------- | ---- | ---- | ---- | ---- | ---- | ---- | ---- | ---- | - | ---- | ---- | ---- | ---- | ---- |
| Australian Open | –    | –    | –    | –    | KF   | 2R   | –    | –    | – | 3R   | 2R   | 2R   | –    |      |
| Roland Garros   | 1R   | 1R   | 2R   | 2R   | 1R   | 1R   | –    | 1R   | – | –    | 1R   | –    | –    |      |
| Wimbledon       | –    | –    | –    | –    | –    | 3R   | 2R   | –    | F | 2R   | –    | –    | 1R   |      |
| US Open         | –    | –    | –    | –    | 3R   | –    | 2R   | –    | – | –    | –    | –    | –    |      |